# Torre Milad
La Torre Milad (detta anche Borj-e-Milad o برج میلاد in persiano) è la più alta torre dell'Iran, situata nella capitale Teheran ed inaugurata nel 2008.
La torre Milad è la sesta torre più alta del mondo; è attualmente la quattordicesima struttura autoportante più alta del mondo. Questa è parte della The Tehran International Trade and Convention Center.
Costruita tra i distretti Shahrak-e Gharb e Gisha, l'altezza totale, compresa l'antenna, è di 435 m; la cima è una struttura di 12 piani, il cui tetto si trova a 315 m d'altezza. Sotto la parte vivibile della torre, vi sono esclusivamente ascensori e scale; sulla cima include ristoranti con vista panoramica su Teheran, un hotel a cinque stelle, un centro riunioni, un centro commerciale. Il complesso comprende anche un parcheggio di 27.000 metri quadrati. La base ottagonale vuole sottolineare la tradizionale architettura persiana.